# محمد سعید عفیف
محمد سعید عفیف (انگلیسی: Mohamed Saeed Afifa؛ زادهٔ ۶ دسامبر ۱۹۶۲) فوتبالیست اهل قطر است.

## تیم ملی
وی همچنین در تیم ملی فوتبال قطر بازی کرده است.